# إيزوبنزوفوران
إيزوبنزوفوران هو مركب عضوي حلقي غير متجانس له الصيغة C8H6O، ويتألف بنيوياً من حلقتين مدمجتين من الفوران والبنزين، وهو بذلك متصاوغ بنيوياً مع بنزوفوران
المركب نشيط كيميائياً وهو غير مستقر، إلا أنه جرى التعرف عليه وتحضيره رغم ذلك.

## التحضير

تحضير إيزوبنزوفوران

يمكن ان يحضر المركب من إجراء عملية تحلل حراري تحت التفريغ لمركب Benzo[b]-7-oxa-bicyclo[2.2.1]hept-2-en ، ثم بالعزل عند درجات حرارة منخفضة؛ إلا أن المركب حساس جداً، إذ يمكن أن يتبلمر، حتى عند درجات حرارة منخفضة.

## الاستخدامات
لا توجد استخدامات عملية للمركب بسبب عدم استقراره؛ إلا أنه يعد ركيزة للعديد من المركبات المشتقة ذات الصيغ الكيميائية الأعقد؛ مثل مركب 3،1-ثنائي فينيل إيزوبنزوفوران.

## اقرأ أيضاً
- فوران
- بنزوفوران